# عنترة بن شداد

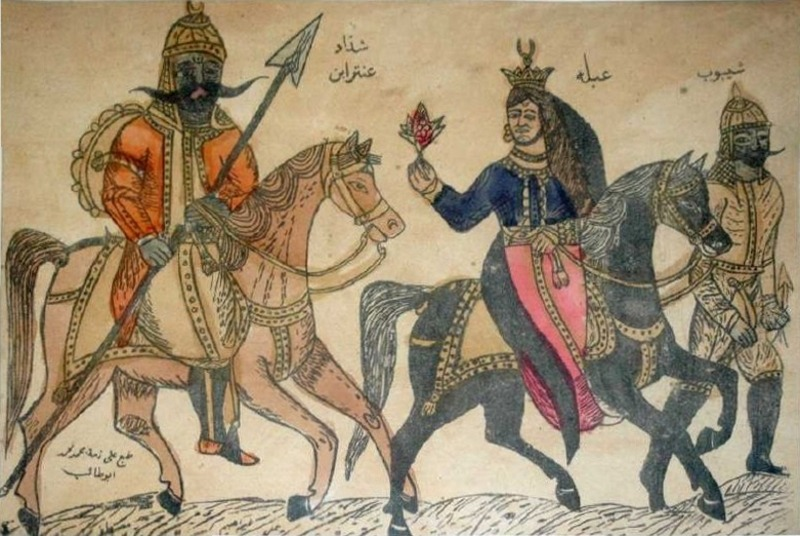
نگاره‌ای پندارین از عنتره و عبله که بر روی یک الگوی خال‌کوبی مصری سدهٔ ۱۹ ترسیم شده‌است

عَنتَرة بن شَدّاد (حدود … - ۲۲ هـ.ق. = … - ۶۰۱ م). نام کامل وی: عنترة بن شداد بن عمرو بن معاویة بن مخزوم بن ربیعة بن عمرو بن شداد بن قراد العبسی یکی از بزرگ‌ترین شاعران عرب در دوران قبل از اسلام، و از مشهورترین پهلوانان عرب است. معلقهٔ وی در وصف دلیری، شجاعت و عشق دخترعمویش عَبلَةَ (دختر مالک) سروده شده‌است.عنتره پسر شداد، شخصیتی افسانه‌ای و قهرمانی از دوران جاهلیت عربستان است. او از خانواده شداد بود و در قبیلهٔ بنی عامر زندگی می‌کرد. عنتره در دوران جوانی به دلیل قدرت بدنی، شجاعت و نبرد با اسباب جنگ مشهور شد. او به دلیل شعرخوانی و داشتن دانش شعری نیز مشهور بود.
عنتره در دوران جنگ‌های قبیله‌ای، به دلیل شجاعت و توانایی در نبرد با دشمنان، به عنوان یکی از قهرمانان شناخته می‌شد. او در جنگ‌های مختلفی با قبایل مختلفی مبارزه کرد و در نهایت به دستور پادشاه قبیله خود، به عنوان فرمانده ارتش به جنگ با دشمنان فرستاده شد.
عنتره در دوران پایانی زندگی خود، به دلیل شعرخوانی و داشتن دانش شعری مشهور شد. او شعرهای زیبایی دربارهٔ عشق و جنگ نوشت و به دلیل این شعرها، به عنوان یکی از بزرگترین شاعران عرب شناخته می‌شود.

## نام عنتره
اشتقاق نام عنتره در نزد عرب بادیه‌نشین چند کاربرد دارد:
- عنتره: زدن و پراندن مگس. همچنین اگر «ن» در آن اضافه باشد، گفته می‌شود «العتر».
- العَتْر و العَتْرُ: ذبح کردن.
- العنترة: شایستگی، لیاقت، شجاعت و دلیری در جنگ.

گویند نام «عنترة» لقب وی بوده، و چنان‌که عنترة بن شداد دلیری، شجاعت، شایستگی در جنگ‌های متعدد عرب و مخصوصاً در جنگ داحس و الغبراء از خود نشان داده‌بود وی را «عنترة» لقب داده‌بودند. همچنین در بعضی روایات آمده‌است که «عنترة» نام وی بوده‌است. چنان‌که معلوم است، در جنگ داحس و الغبراء «عنترة» شایستگی، پهلوانی و شجاعت شایانی از خود نشان داده‌است، گویند عنترة با ۳۰ نفر حریف بوده‌است؛ و جنگ «داحس والغبراء» بین «قبیلهٔ عبس» و قبیلهٔ «ذبیان» اتفاق افتاده‌است و چهل سال ادامه داشته‌است، و همچنین جنگی که به جنگ بسوس (حرب البسوس) مشهور است، این دو جنگ مشهور دوران عرب جاهلیت است. در این ابیات «عنترة» در وصف شمشیر و گرز چنین می‌سراید:
| وَلَقَد ذَکَرتُک وَالرماحُ نواهل  |  | مِنّی و بیض الهند تَقطُرُ مِن دَمی |
| فـَوَدُدت تقبیل السُیوُف لَانَها |  | لمعت کبارق ثغرک المتبسم     |

ترجمه: تو را ـ آن‌گاه که نیزه‌ها، از خون من سیراب بودند و از شمشیرهای هندی، خون من می‌چکید ـ یاد آوردم. سپس خواستم شمشیرها را ببوسم، چراکه می‌درخشیدند، همچون دندان‌های سفید تو، آن‌گاه که می‌خندی.
لقب عنتره: «الفلحاء»، و کنیتش: «أبی المعایش»، و «أبی أوفی»، «أبی المغلس»، بسبب جرأت زیاد وی در نبرد با دشمن، همچنین گفتند به‌سبب سیاهی رنگ چهرهٔ وی این لقب گرفته بوده‌است. مادرش کنیز حبشی بود، و عنتره این سیاهی رنگ از مادرش گرفته‌بود، نام مادرش زبیبة و بردهٔ شَدّاد، پدر عنتره، بود.
- این چند بیت از مطلع معلقهٔ مشهور «عنترة بن شداد العبسی» که به معلقهٔ «یَا دَارَ عَبلَةَ» معروف است:

مطلع معلقه
| هَل غَادَرَ الشُّعَرَاءُ من مُتَرَد ّمِ |  | أَم هَل عَرَفتَ الدَّارَ بعدَ تَوَهُّمِ؟ |
| یَا دَارَ عَبلَةَ بالجواءِ تَکَلَّمی |  | وَعِمی صَبَاحاً دَارَ عَبلَةَ وَاسلَمی |
| فَوَقَفْتُ فیها نَاقَتی وَکَأنَّهَا   |  | فَدَنّ، لأِقضِیَ حاجَةَ المُتَلوَّمِ    |
| وتَحُلُّ عَبلَةُ بالجِواءِ وأَهْلُنَا  |  | بالحَزنِ فَالصّمّان فَالمُتَثَلّمِ    |
| حُیِّیتَ مِن طَلَلٍ تَقادَمَ عَهْدُه    |  | أقْویوَأقْفَرَ بَعدَ أُمَّ اَلهَیْثَمِ    |
| حَلَّتْ بِأَرضِ الزّائِرینَ فَأَصْبَحَت  |  | عَسِراً عَلَیَّ طِلابُکِ ابنَةَ مَخْرَمِ   |
| عَلّقْتُها عَرَضاً وَأَقتُلُ قَومَها   |  | زَعماً لَعَمرُ أَبیکَ لَیسَ بِمَزْعمِ   |
| وَلَقَد نَزَلْتِ فَلا تَظُنِّی غَیرَهُ   |  | مِنّی بِمَنْزِلَةِ المُحِبِّ المُکْرَمِ    |
| کَیفَ المَزارُ وَقَد تَربَّع أَهْلُهَا |  | بعُنَیْزَتَیْن وَأَهْلُنَا بالغَیْلَمِ    |
| إِنْ کُنْتِ أزمَعتِ الفِراقَ فَإِنَّمَا |  | زَمَّت رکابُکُمْ بِلَیْلٍ مُظْلِمِ       |
| ما رَاعَنی إِلاَّ حَمولَةُ أَهْلِهَا  |  | وَسْطَ الدِّیَارِ تَسَفٌّ حَبَّ الخِمْخِمِ   |
| فِیهَا اثْنَتانِ وَأَرْبعونَ حَلوبَةً |  | سوداً کَخافِیَةِ الغُرَابِ اَلأسْحَمِ  |
| إِذ تَستَبیکَ بِذِی غُروبٍ وَاضِحٍ   |  | عَذْبٍ مُقَبّلُهُ لَذیذِ المَطْعَمِ      |
| وَکَأَنَّ فَارَةَ تَاجِرٍ بقَسیمَةٍ     |  | سَبَقَتْ عَوارضَها إلیکَ مِنَ الفَمِ  |
| أَوْ رَوْضَةً أنُفاً تَضَمَّنَ نَبْتَهَا   |  | غَیْثٌ قَلیلُ الدّمن لَیسَ بِمَعْلَمِ   |

## زندگی

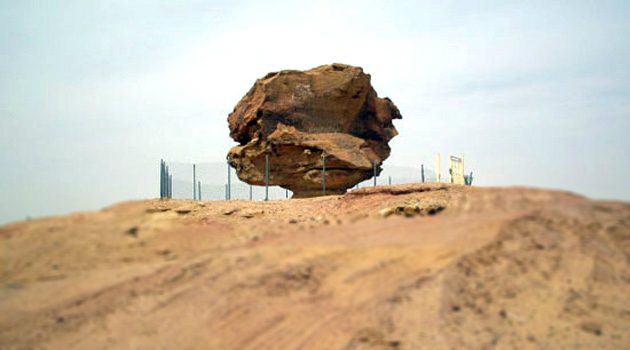
صخرهٔ عنتره در عیون الجواء، دیدارگاه عنتره و عبله

عنتره در ربع اول قرن ششم میلادی در بادیهٔ نجد از کنیزی حبشی بنام «زبیبه» زاده شد. این کنیز از برده‌های یکی از بزرگان قبیلهٔ بنی عبس بنام «شداد بن عمرو العبسی» بود.
عنتره عاشق دختر عمویش «عَبلَةَ» یکی از زیباترین دختران قبیلهٔ بنی عبس بود، اما مشکل عنتره سیاهی رنگ چهرهٔ وی بود که از مادر حبشی خود گرفته بود. در ابتدا پدرش وی را به فرزندی قبول نکرد به دلیل اینکه از کنیز حبشی زاده بود، همین امر موجب تحقیر وی در قبیله شده بود. همچنین عمویش «مالک» نیز راضی نبود دختر خود را به عبدی حبشی بدهد. اما بعد از اینکه شجاعت و دلیری و بردباری در جنگ‌های گوناگون و مخصوصاً جنگ داحس والغبراء از خود نشان داد، و حامی قبیلهٔ بنی عبس شد به ناچار پدرش به وی اعتراف نمود و به‌فرزندی قبول کرد.
تاریخ نویسان گفته‌اند عنتره هنگام دفاع از قبیلهٔ بنی عبس در برابر دشمنان، کشته شده‌است. در جنگی که بین دو قبیلهٔ «عبس» و «طی» رخ داده بود، هنگام نبرد تیری زهرآلود به وی اصابت کرد و مسموم‌اش کرد. گویند فردی بنام «اللیث الرهیص» که از قبیلهٔ طی بود وی را مورد اصابت تیر زهرآلود قرار داده‌است. او هنگام مرگ ۹۰ ساله بود و نام اسب وی «الأبجر» بود. چنان‌که مورخ آلمانی، «فیلیپ»، در کتاب خود با نام ""تاریخ العرب"" و ""حرب البسوس"" به آن اشاره نموده‌است، که از قدیمی‌ترین و مشهورترین جنگ‌های عرب عصر جاهلیت است.